# Goniothalamus suluensis
Goniothalamus suluensis är en kirimojaväxtart som beskrevs av Elmer Drew Merrill. Goniothalamus suluensis ingår i släktet Goniothalamus och familjen kirimojaväxter. Inga underarter finns listade i Catalogue of Life.